# Gare de Katori
La gare de Katori (香取駅, Katori-eki) est une gare ferroviaire de la ville de Katori, dans la préfecture de Chiba au Japon. Elle est exploitée par la compagnie JR East.

## Situation ferroviaire
La gare est située au point kilométrique (PK) 43,6 de la ligne Narita. Elle marque le début de la ligne Kashima.

## Historique
La gare est inaugurée le 10 novembre 1931.

## Service des voyageurs

### Accueil
La gare dispose d'un abri voyageurs ouvert tous les jours.

### Dispositions des quais
- Ligne Narita :
  - voie 1 : direction Chōshi
  - voie 2 : direction Sawara et Narita
- Ligne Kashima :
  - voie 1 : direction Kashima-Jingū